# J.D. Slater
J.D. Slater (Long Island, New York, 1955) is een Amerikaans voormalig pornoacteur en regisseur van pornofilms, evenals componist van soundtracks voor zijn eigen films. In 1999 stichtte hij samen met Chris Ward de Raging Stallions Studios.

## Leven
Slater werd geboren op Long Island en opgevoed door zijn Ierse katholieke ouders. Om van huis weg te komen ging hij naar de UCLA, waar hij een bachelorgraad behaalde in de psychologie, voordat hij zijn master in klinische psychologie ging doen aan Fordham in New York. Porno was destijds nog niet bij hem opgekomen; hij verwachtte psychotherapeut te worden.
In 1981 deed een foto van een vriend hem belanden op de omslag van het tijdschrift Numbers. Regisseur Joe Gage (ook bekend als Tim Kincaid) zag dit en wilde dat Slater in zijn film Handsome optrad. Al snel verscheen Slater in films van Wakefield Poole en andere vroege producenten van homoseksuele erotica.
Door te kijken naar deze mensen leerde hij hoe hij een film moest maken. In 1986 was zijn imago gevestigd en begon hij zelf films te maken en te produceren. In 1989 werden kanker, hiv en tuberculose bij hem geconstateerd en werd hij van rechtswege vervolgd vanwege zijn werk.
Bewust wendde hij zich van de hoofdstroom van de industrie af, omdat hij vond dat deze steriel geworden was, en ging hij wat hij noemde "big guerrilla filmmaking things" maken, waar titels als Smut, Motorsexual en Confessions voorbeelden van zijn. Voor de film Guilty begon hij in 1990 zijn eigen productiemaatschappij, en belandde hij bijna in de gevangenis omdat hij exemplaren naar Engeland gestuurd had, die vervolgens in beslag genomen en obsceen verklaard werden.

## Videografie

### Als regisseur en producent
- Fistpack 4: Nutts for Butts(2005)
- Sexpack
- Hairy Boyz4&5
- Centurion Muscle
- Hard (1985)
- Bound, Beaten, and Banged
- Centurion Muscle 2: Alpha
- Centurion Muscle 3: Omega
- Centurion Muscle 4: EROTIKUS
- Centurion Muscle 5: MAXIMUS
- Centurion Muscle 6: MONUMENT
- Centurion Muscle
- Hard Sex
- Hunter/Hunted
- Knight After Night
- Punishment Chamber
- Red and the Black
- Roid Rage
- Your Masters

### Als acteur
- Manholes and More Manholes (2003)
- Confessions (1989)
- Ranch Hand (1988)
- In Heat (1986)
- Bring Your Own Man (1985)
- Daddies Plaything (1985)
- One, Two, Three (1985)
- What the Big Boys Eat (1985)
- Outrage (1984)
- Handsome (1981)

## Cd's
- Deeper
- Raiders Soundtrack
- Master
- Submission
- Obey
- Unrepentant
- Harder
- Filling your silence

- Bibliothèque nationale de France: cb141378201 (data)
- SNAC: w6tm89c5
- Virtual International Authority File: 2968149416752789730004